# زمین‌لرزه ۱۹۲۲ ژاپن
زمین‌لرزه ژاپن  در تاریخ ۷ دسامبر ۱۹۲۲ میلادی، برابر با ‎۱۵ آذر ۱۳۰۱، ساعت ۱۶:۵۰:۰۰ به زمان یوتی‌سی در ژاپن رخ داد. ژرفای این زلزله ۵ کیلومتر بود. بزرگی آن ۶٫۹ در مقیاس بزرگای سازمان هواشناسی ژاپن (Mj) اعلام شده‌است. زمین‌لرزه به وقت محلی در روز جمعه، ساعت ۱ روی داده و منطقه زمانی آن یوتی‌سی +۹ بوده‌است .
شمار کشتگان زلزله حدود ۲۶ نفر بوده‌است.تعداد زخمیان ۳۹ نفر برآورده شده‌است.